# قاسم خان
قاسم خان (انگلیسی: Qaseem Khan؛ زادهٔ ۱ فوریهٔ ۱۹۹۳) بازیکن کریکت اهل افغانستان است.